# Armée d'Afrique (France)
Pour les articles homonymes, voir Armée d'Afrique.

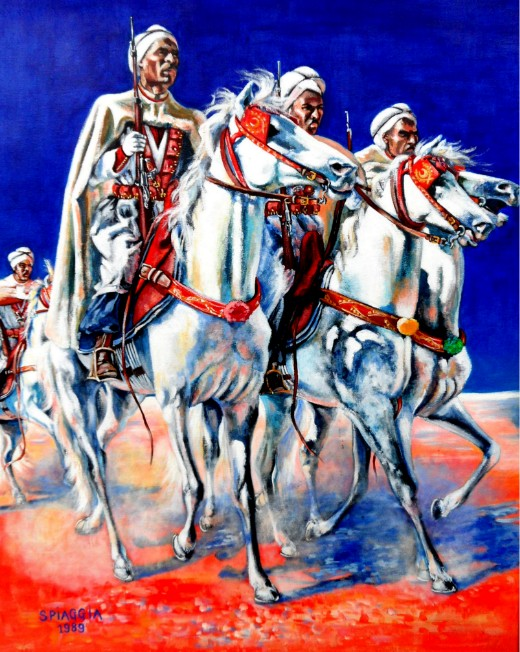
Les Cavaliers de l'Atlas — Tableau représentant des harkis servant dans les compagnies nomades en Algérie. Œuvre de Josette Spiaggia.

Le nom d'Armée d'Afrique désigne l'ensemble des unités militaires françaises issues des territoires de l'Afrique française du Nord (AFN, composé de l'Algérie, du Maroc et de la Tunisie) dont l’origine remonte pour la plupart à la conquête de l'Algérie.
Le terme « Armée d'Afrique » n'a pas de signification institutionnelle, mais plutôt le sens général de forces de souveraineté stationnées en Algérie française, en Tunisie et au Maroc durant la période coloniale de 1830 à 1962. Intégrée aux forces armées métropolitaines, l'Armée d'Afrique se distingue des Troupes coloniales. Elle comprend des formations composées en majorité voire en totalité d'Européens, d'une minorité de Juifs séfarades et d'autres constituées en grande partie d' « Indigènes », les proportions variant d'un corps à l'autre.
Durant la Seconde Guerre mondiale, le terme d'armée d'Afrique reste attaché au corps expéditionnaire français en Italie et à la 1re armée française.
Les régiments de l'Armée d'Afrique venant en majorité de l’Algérie française (Légion étrangère, zouaves et tirailleurs) sont les plus décorés de l'Armée française juste après le régiment d'infanterie coloniale du Maroc (RICM), appartenant aux troupes coloniales,.
Elle est dissoute en 1962, mais des unités maintiennent son souvenir comme le 1er régiment de tirailleurs (Épinal), le 1er régiment de chasseurs d'Afrique (Canjuers), le 1er régiment de spahis (Valence), le 68e régiment d'artillerie d'Afrique (camp de La Valbonne) et le 40e régiment d'artillerie (camp de Suippes).
Le 5e régiment de tirailleurs marocains, en garnison à Dijon, n'a été dissous qu'en 1965.

## Historique
À l’époque coloniale, les forces françaises sont réparties en trois grands ensembles distincts : l’armée métropolitaine, les troupes coloniales (la Coloniale) et l’armée d’Afrique qui dépendent d’un seul état-major général.
L’armée d’Afrique est créée lors de la monarchie de Juillet et le débarquement en Algérie, à Sidi Ferruch, le 14 juin 1830 du corps expéditionnaire commandé par le général de Bourmont. Par la suite le terme « Armée d’Afrique » a continué à s’appliquer aux troupes qui ont conquis, occupé et pacifié la « Régence d’Alger » et après la conquête de l’Algérie, il s’est étendue aux troupes de Tunisie, du Maroc et du Sahara.
En 1873, lors de la réorganisation de l’armée, l’armée d’Afrique forme un corps d’armée constitué, le 19e corps d’armée. Toutefois l’appellation « Armée d’Afrique » reste en usage jusqu’à la fin de l’ère coloniale.
Les unités de zouaves sont créées en 1830, la Légion étrangère et les chasseurs d'Afrique en 1831, les tirailleurs algériens en 1841, le corps des spahis en 1843 et les compagnies méharistes sahariennes en 1894. Des « Bureaux arabes » sont également créés afin d’administrer les territoires militaires dès 1844. Au Maroc, les goums sont créés par le général Lyautey en 1908. La conscription est finalement instituée en Algérie en 1912.

## Commandement

### Commandants en chef des forces d'Afrique du Nord
- Général de corps d'armée Alphonse Juin

## Composition

### Les corps européens

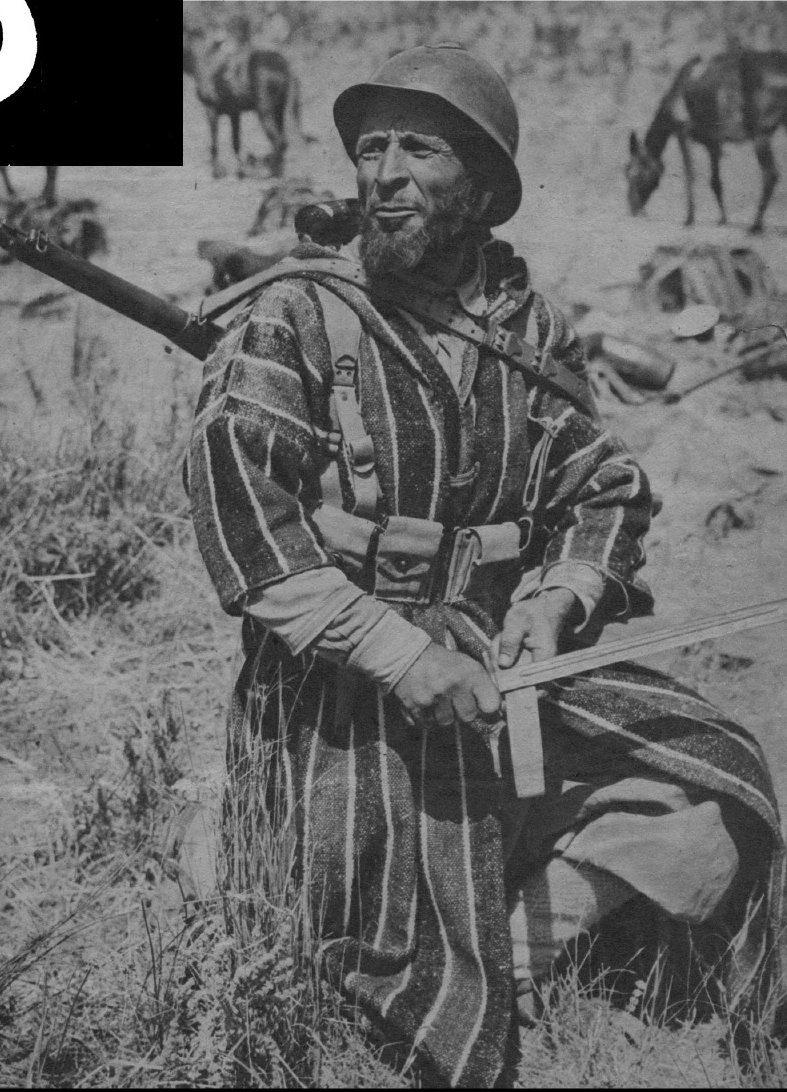
Goumier marocain en 1944

- Zouaves (européens à partir de 1841)
- Légion étrangère
- Chasseurs d'Afrique
- Bataillons d'infanterie légère d'Afrique

### Les corps nord-africains
- Agents autochtones : recrutés indigènes de l'Armée d'Afrique, supplétifs, forces des tribus makhzen
- Spahis
- Zouaves (indigènes à l'origine, puis mixtes jusqu'en 1841, européens et juifs dits pieds noirs ensuite)
- Tirailleurs : tirailleurs algériens (« Turcos ») mixtes, marocains et tunisiens
- Goumiers marocains
- Compagnies méharistes sahariennes
- Unités d'artillerie, du génie et des services.

## Symbolique
Le symbole de l'Armée d'Afrique est le croissant. Symbole de l'Empire romain d'Orient puis de l'Empire byzantin, il est emprunté à l'Empire ottoman qui l'avait lui-même adopté après la prise de Constantinople en 1453.

## Campagnes militaires
L’Armée d’Afrique a apporté une importante contribution à l’effort militaire français dans de nombreuses campagnes.

### La conquête de l'Algérie par la France
Pour des articles plus généraux, voir Conquête de l'Algérie par la France, Composition de l'armée d'Afrique pour l'expédition de 1830 et Régiments ayant participé à la conquête de l'Algérie par la France.
Elle se réalise en plusieurs étapes distinctes, du débarquement de l'Armée d'Afrique à Sidi-Ferruch le 14 juin 1830, commandée par le général de Bourmont, jusqu'à la reddition formelle de l'émir Abd el-Kader, au duc d'Aumale le 23 décembre 1847.
En 1848, le territoire conquis est départementalisé.
L'armée d'Afrique réprime encore de fréquentes et nombreuses insurrections : dans les oasis du sud, Zaatcha, en 1849, Laghouat et Touggourt en 1850. Celle de Lalla Fatma N'Soumer, en 1857 ; ou encore, la révolte de Mokrani, en 1871.

### La guerre de Crimée
Pour un article plus général, voir Guerre de Crimée.
La guerre de Crimée oppose de 1853 à 1856, l'Empire russe à une coalition comprenant l’Empire ottoman, le Royaume-Uni, l'Empire français de Napoléon III et le royaume de Sardaigne.

### La campagne d'Italie (1859)
Pour un article plus général, voir Campagne d'Italie (1859).
La campagne d'Italie de 1859, aussi appelée guerre d'Italie de 1859, correspondant à la deuxième guerre d'indépendance italienne, voit s’affronter l’armée franco-piémontaise et celle de l’empire d'Autriche.

### L'expédition du Mexique
Pour un article plus général, voir Expédition du Mexique.
L’intervention française au Mexique (espagnol : Segunda Intervención Francesa en México) est une expédition militaire française qui eut lieu de 1861 à 1867 et avait pour objectif de mettre en place au Mexique, un régime favorable aux intérêts français.

### La guerre franco-allemande (1870)
Pour un article plus général, voir Guerre franco-allemande de 1870.
Parfois appelée guerre franco-prussienne, du 19 juillet 1870 au 29 janvier 1871, elle opposa le Second Empire français au royaume de Prusse et ses alliés (allemands).

### La Première Guerre mondiale

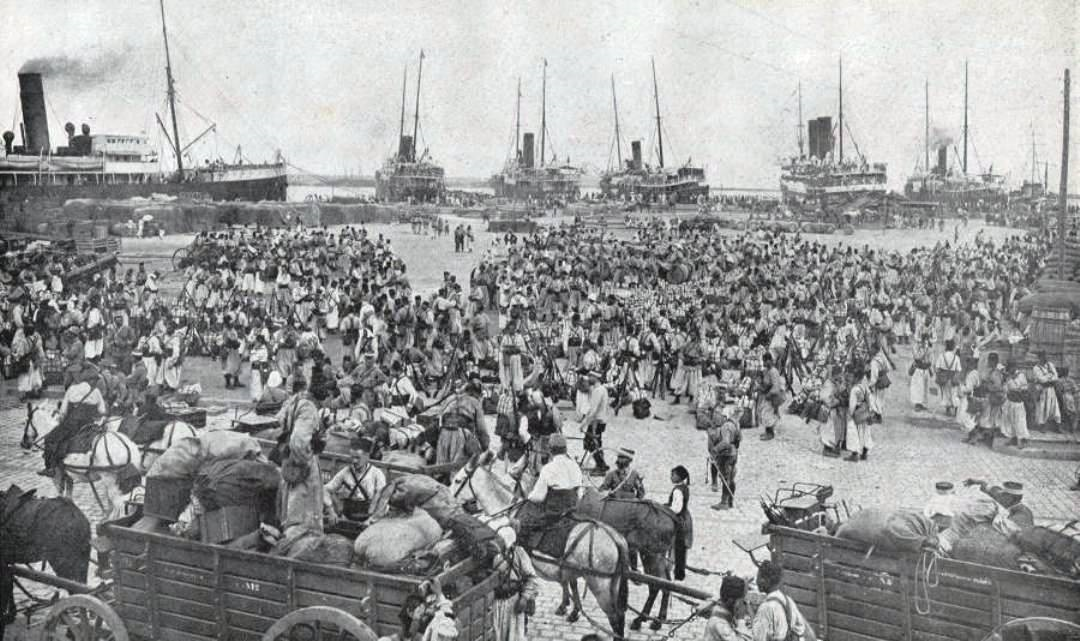
Embarquement d'un régiment de tirailleurs à Alger en 1914 à destination de la France.

Au cours de la Première Guerre mondiale, l’Armée d’Afrique envoie plus de 340 000 soldats combattre en Europe (190 000 Maghrébins et 150 000 Européens juifs et chrétiens) et les unités d’Afrique du Nord participent à toutes les grandes opérations.
Si ces effectifs peuvent sembler relativement peu importants par rapport au total des effectifs engagés, les troupes de l'Armée d'Afrique, européennes comme indigènes, comptent à leur actif bon nombre de faits d'armes particulièrement glorieux et leur rôle ne saurait être sous-estimé. Grâce à leurs qualités guerrières, elles sont choisies pour participer aux combats les plus durs sur le front de France chaque fois que la situation l'exige. Leur apport a notamment été très important dans les semaines décisives de septembre 1914 lors de la bataille de la Marne. Ainsi, à propos des faits d'armes de la Division marocaine lors de cette bataille, le Maréchal Foch aurait dit : « La fortune a voulu que la Division Marocaine fût là ! ». Il cite la division à l'ordre de l'Armée le 22 septembre 1914. Quant à Adolphe Messimy, il écrit plus tard dans ses mémoires à propos de ces divisions d'Afrique du Nord, toutes origines confondues, ayant participé à cette victoire de la Marne : « Je laisse à ceux qui me liront le soin de réfléchir à ce qu'auraient été les événements, si Gallieni sur l'Ourcq et Foch aux marais de Saint-Gond, n'avaient pas eu à leur disposition ces troupes d'élite, pleine d'élan et fraîches, s'ils auraient pu remporter de justesse les deux succès qui décidèrent du sort de la bataille décisive… et de la France ».
Si quelques cas de panique sont signalés dans certains bataillons lors des premières semaines de combats, comme dans d'autres unités métropolitaines, par la suite, ces unités sont considérées à l'égale des meilleurs, et après Charleroi et la première bataille de la Marne, les Zouaves et les Tirailleurs, se sont illustrés dans toutes les principales batailles, en Champagne, à Verdun, dans la Somme et dans les offensives victorieuses finales.
Les pertes s’élèvent à environ 22 000 morts pour les Européens et 36 000 pour les Maghrébins.
La Division marocaine fut l'unité la plus décorée de la guerre.

### Entre-deux-guerres

#### Campagnes du Levant
Pour des articles plus généraux, voir Campagne de Cilicie, Guerre franco-syrienne et Grande révolte syrienne.
De 1920 à 1927, l'armée d'Afrique fourni la plupart des unités d'infanterie de l'armée du Levant. Les 2e, 17e, 18e, 19e, 21e, 22e, 27e, 29e et 31e/47e RTA constituent l'essentiel de son infanterie aux côtés des 16e, 20e et 36e RTT ainsi que des 65e et 66e RTM.
Les tirailleurs participent à toutes les campagnes entre 1920 et 1927 : campagne de Cilicie contre les turcs en 1920-1921, guerre franco-syrienne en mars 1920-juillet 1920, révolte druze de 1925-1927. Le 19e RTA est cité une fois à l'ordre de l'armée pour sa conduite lors de la campagne de Cilicie et le 21e RTA, trois fois, pour les opérations en Cilicie et en Syrie. Plusieurs bataillons sont également cités à l'ordre de l'armée.

#### Campagne du Maroc
Pour un article plus général, voir Campagne du Maroc.
Comme avant la Grande guerre, depuis 1907, les tirailleurs algériens sont utilisés massivement durant toute la période de l'entre-deux-guerres dans les opérations de « pacification » au Maroc notamment lors de la guerre du Rif de 1925 à 1927. Le 25e RTA est cité à l'ordre de l'armée pour sa conduite lors de la Guerre du Rif en 1926 ainsi que de nombreux bataillons.

### La Seconde Guerre mondiale
Durant la Seconde Guerre mondiale, l'Armée d'Afrique a joué un rôle important dans les campagnes en Afrique du Nord et en Europe. Elle a été initialement mobilisée pour défendre les colonies françaises en Afrique du Nord contre les forces de l'Axe.
Avant la guerre, l'Armée d'Afrique comporte environ 176 000 Indigènes et 73 000 Européens stationnés en Afrique du Nord, au Levant et en métropole.
En 1939-1940, 302 000 hommes sont mobilisés.

#### La bataille de France, 1939-40
Pour un article plus général, voir Bataille de France.
En 1940, 80 000 hommes venant d'Afrique sont engagés dans les combats.
Au total 9 régiments de zouaves et 29 régiments de tirailleurs sont engagés dans les combats : 14 régiments de tirailleurs algériens (6e, 11e, 13e, 14e, 15e, 17e, 18e, 19e, 21e, 22e, 23e, 25e, 27e et 31e RTA) , 10 régiments de tirailleurs marocains (RTM) et 5 régiments de tirailleurs tunisiens (RTT). Cinq RTA sont cités une fois à l’ordre de l’armée (6e, 11e, 14e, 15e et 19e) ainsi que le 4e RTT et 5 RTM (1er, 2e, 3e, 4e et 7e). Le 13e RTA reçoit l'inscription Flandres 1940 sur son drapeau, le 1er RTM, l'inscription Gembloux 1940 (tout comme le 2e et le 7e RTM). En outre, 17 régiments de tirailleurs sont capturés dont les 13e, 14e, 15e, 21e, 22e, 23e, 25e et 27e RTA.
5 400 Maghrébins sont tués lors de la bataille de France, majoritairement des tirailleurs algériens et tunisiens, ainsi que 2 700 Européens  sur un total d'environ 58 000 morts.

#### Renforcement de l'Armée d'Afrique sous le régime de Vichy, 1940-1942
L'Armée d'Afrique faisant partie de l'Armée d'armistice a été significativement renforcée par le régime de Vichy pendant la Seconde Guerre mondiale. Bien que le gouvernement dirigé par le maréchal Philippe Pétain ait été officiellement neutre et ait tenté de maintenir un équilibre précaire entre les Alliés et les forces de l'Axe, il a néanmoins contribué au développement et au soutien de l'Armée d'Afrique.
Le renforcement de l'Armée d'Afrique par Vichy s'est manifesté de plusieurs manières. Tout d'abord, le régime a continué à recruter et à former de nouveaux soldats pour l'Armée d'Afrique. Ces troupes comprenaient des soldats français d'Afrique du Nord et de l'Afrique subsaharienne, ainsi que des volontaires européens. Le recrutement de ces soldats a permis à l'Armée d'Afrique de maintenir et d'augmenter ses effectifs malgré les pertes subies au cours de la guerre. Après l'armistice de 1940 et l'établissement du régime de Vichy, les effectifs de l'Armée d'Afrique ont continué à augmenter. D'après certaines sources, le nombre de soldats nord-africains dans l'armée d'Afrique a atteint environ 120 000 hommes en 1942. Les effectifs totaux de l'armée d'Afrique, incluant les troupes coloniales et les forces françaises stationnées en Afrique du Nord, ont pu atteindre près de 200 000 hommes en 1942, juste avant l'opération Torch et le passage de l'Armée d'Afrique du côté des Alliés.
De plus, le régime de Vichy, alors que le Général Weygand était Délégué général en Afrique française de septembre 1940 à novembre 1941, a fourni à l'armée d'Afrique des armes, des véhicules, des munitions et d'autres matériels militaires. Ces approvisionnements ont aidé l'Armée d'Afrique à maintenir sa capacité de combat et à se préparer à affronter les forces de l'Axe en Afrique du Nord.

#### Campagne de Syrie (1941)
Pour un article plus général, voir Campagne de Syrie (1941).
En juin-juillet 1941, les 22e et 29e RTA participent avec le 16e RTT, au sein de l'armée d'armistice, à la campagne de Syrie contre les forces britanniques et les Forces françaises libres (FFL). Après les combats de nombreux ralliements à la France Libre interviennent, notamment en provenance des unités de tirailleurs, dont la plupart servent ensuite dans le 22e bataillon de marche nord-africain (22e BMNA).

#### La reprise des combats, 1942-45
Après le débarquement des Alliés en Afrique du Nord (8 novembre 1942), l'Armée d'Afrique, placée sous le commandement du général Giraud, reprend les combats aux côtés des Alliés pour chasser Allemands et Italiens de Tunisie. Giraud demande aux Américains et aux Britanniques de l'aide pour réarmer les troupes d'Afrique. Après la difficile fusion du Commandement en chef français civil et militaire , sous l'autorité de Giraud et du Comité national français du général de Gaulle, et la création du Comité français de libération nationale le 3 juin 1943, les troupes d'Afrique sont fusionnées, le 1er août 1943, avec les Forces françaises libres, qui représentent alors environ 53 000 hommes et femmes : ainsi naît l'Armée française de la Libération.
À compter de 1943, le réarmement de l'armée française en Afrique du Nord est effectué par les Alliés, essentiellement avec du matériel venant des États-Unis. Les effectifs de l'armée d'Afrique sont près de 410 000 hommes (233 000 Maghrébins musulmans issus de quinze classes de 19 ans à 34 ans et 176 000 pieds noirs, dont une minorité de Juifs séfarades, issus des vingt-sept classes d'âge de 19 à 45 ans mobilisables, soit 16,40 % de la population européenne.) Ils représentent 75 % des effectifs de l'armée française de 1944, pour un total d'environ 550 000 hommes et volontaires féminines . Le général Maurice Faivre, docteur en histoire et historien des armées, a estimé, en 2010, que sur un total des pertes de 74 300 tués des armées de la libération entre 1943 et 1945, le nombre de tués Maghrébins s'élevait à 18 300 et celui des tués parmi les Pieds-Noirs à 12 000 (avec en pourcentage, un taux de 10 % pour les Pieds-Noirs et 6 % pour les Maghrébins).

##### En Tunisie, 1942-43
Pour un article plus général, voir Campagne de Tunisie.

##### En Italie, 1943-44
Pour des articles plus généraux, voir Corps expéditionnaire français en Italie et Bataille de Monte Cassino.

##### En France et en Allemagne, 1944-45
En août 1944, l'armée « B » (renommée 1re armée française en septembre 1944) est composée des unités suivantes qui ont servi en Italie au sein de CEF : 1re DFL, 2e DIM, 3e DIA, 4e DMM, 1re DB, (la 2e DB, en Angleterre depuis avril est alors sous commandement américain), 5e DB et 9e DIC.
À partir du 15 août 1944, 260 000 hommes de l'Armée B, nom de guerre de l'Armée d'Afrique, débarquent en Provence sous les ordres du général de Lattre de Tassigny. Cette armée est composée pour 82 % de soldats provenant d'unités de l'Armée d'Afrique (50 % de Maghrébins et de 32 % de pieds-Noirs), de 10 % d'Africains noirs et de 8 % de Français de métropole.
La moitié des effectifs de la 2e division blindée (2e DB) qui libère Paris en août 1944, aux côtés des FFI, soit 7 000 hommes, proviennent d'unités de l'Armée d'Afrique.
Lors des cérémonies des commémorations du 15 août 2010, le président Nicolas Sarkozy rendit hommage aux troupes coloniales ainsi qu'aux Pieds noirs, ayant été souvent oubliés lors des commémorations précédentes .

### La guerre d'Indochine
Pour un article plus général, voir Guerre d'Indochine.
Ce conflit armé s’est déroulé de 1946 à 1954 en Indochine française, et a abouti à la fin de cette fédération ainsi qu’à la sortie de l’Union française des pays qui la composaient.

### La guerre d'Algérie
Pour un article plus général, voir Guerre d'Algérie.
Ce conflit, dont les prémices eurent lieu lors des tueries de Sétif et Guelma en mai 1945, se déroule de 1954 à 1962, principalement sur le territoire des départements français d'Algérie, avec également des répercussions en France métropolitaine. Cette guerre oppose l'État français à des indépendantistes algériens, pour certains membres du Mouvement national algérien (MNA) et pour la majorité réunis sous la bannière du Front de libération nationale (FLN).

## Décorations des régiments
Les régiments de l'Armée d'Afrique sont les plus décorées de l'Armée française. Pour les décorations et les citations, les tirailleurs et les zouaves viennent juste après les deux régiments les plus décorés de l'armée française : le régiment d'infanterie chars de marine (RICM), appartenant aux troupes coloniales, et le régiment de marche de la Légion étrangère.
Sur les 34 drapeaux d'Infanterie décorés de la Légion d'honneur, 15 sont de l'Armée d'Afrique. Sur 4 drapeaux d'Infanterie décorés à la fois de la Légion d'honneur et de la médaille militaire, 3 sont de l'Armée d'Afrique (régiment de marche de la Légion étrangère, 2e régiment de tirailleurs algériens et 3e régiment de zouaves),,.
Durant la Première Guerre mondiale, les faits d'armes des fantassins de l'Armée d'Afrique leur valurent les plus hautes distinctions. Légionnaires, zouaves et tirailleurs obtiennent la moitié des plus hautes distinctions décernées (Drapeaux décorés de la Légion d'honneur ou de la médaille militaire et fourragères rouges à la couleur de la Légion d'Honneur) alors que leurs effectifs au combat ne représentent à la fin de la guerre qu'environ 5 % du total des combattants. Sur 19 régiments d’infanterie de l’Armée française dont le drapeau est décoré de la Légion d’honneur ou de la médaille militaire au cours de la guerre, on compte 9 régiments d’Afrique du Nord (1 de la Légion, 4 de tirailleurs et 4 de zouaves). Sur les 17 régiments de l'armée de terre qui reçurent la fourragère à la couleur de la Légion d'honneur (au moins 6 citations à l'ordre de l'Armée), 9 sont de l'Armée d'Afrique. Le 1er régiment de spahis marocains est le régiment de cavalerie le plus décoré de l’armée française. Son étendard est le seul des emblèmes des unités de cavalerie à être décoré de la fourragère aux couleurs de la médaille militaire.
Durant la Seconde Guerre mondiale, sur 36 régiments d'infanterie qui reçurent la fourragère (au moins 2 citations à l'ordre de l'Armée), 21 sont de l'Armée d'Afrique (dont 14 régiments de tirailleurs marocains, algériens, tunisiens et Tabors) et sur les 19 régiments de l'Armée blindée et Cavalerie ayant ces fourragères, 10 sont de l'Armée d'Afrique.
Les RMLE, 4e RTT et 7e RTA ont été cités au moins 10 fois à l'ordre de l'Armée de 1914 à 1945.
Il n’y a pas de liaison directe entre le port d’une fourragère et l’attribution au drapeau de la décoration correspondante, car, c’est uniquement le nombre de citations à l’ordre de l’Armée qui est pris en compte pour l’attribution de la fourragère à une unité.

### Drapeaux
- Drapeaux décorés de la médaille militaire
  - 2e régiment de tirailleurs algériens (05/07/1919)
  - 3e régiment de zouaves (05/07/1919)
  - Régiment de marche de la Légion étrangère (26/08/1919)

- Drapeaux décorés de la Légion d'honneur
  - Régiment de marche de la Légion étrangère (04/12/1917)
  - 1er régiment de chasseurs d’Afrique (09/11/1863)
  - 1er régiment de tirailleurs marocains (11/05/1949)
  - 1er régiment de tirailleurs algériens (15/10/1948)
  - 2e régiment de tirailleurs algériens (24/03/1902)
  - 2e régiment de zouaves (20/06/1859)
  - 3e régiment de tirailleurs algériens (11/11/1863)
  - 3e régiment de zouaves (09/11/1863)
  - 4e régiment de tirailleurs tunisiens (05/07/1919)
  - 4e régiment mixte de zouaves et de tirailleurs (05/07/1919)
  - 4e régiment de zouaves (05/07/1919)
  - 7e régiment de tirailleurs algériens (05/07/1919)
  - 8e régiment de zouaves (05/07/1919)
  - 9e régiment de zouaves (05/07/1919)
  - Goumiers marocains (09/07/1952)

### Fourragères

#### Première Guerre mondiale
- Fourragère aux couleurs du ruban de la Légion d’honneur et du ruban de la croix de guerre 1914-1918 (au moins 9 citations à l'ordre de l'Armée)
  - Régiment de marche de la Légion étrangère
- Fourragère aux couleurs du ruban de la Légion d’honneur (6-8 citations à l'ordre de l'Armée)
  - 2e régiment de tirailleurs algériens
  - 3e régiment de zouaves
  - 4e régiment de zouaves
  - 4e régiment de tirailleurs tunisiens
  - 4e régiment mixte de zouaves et de tirailleurs (futur 16e R.T.T)
  - 7e régiment de tirailleurs algériens
  - 8e régiment de zouaves
  - 9e régiment de zouaves
  - 3e et 1er bataillons de marche d'infanterie légère d'Afrique (BMILA formés à l'aide des 5 BILA).

- Fourragère aux couleurs du ruban de la médaille militaire (4-5 citations à l'ordre de l'Armée)
  - 1er régiment de zouaves
  - 1er régiment de tirailleurs algériens
  - 1er régiment de tirailleurs marocains
  - 1er régiment mixte de zouaves et de tirailleurs
  - 2e régiment de zouaves
  - 3e régiment bis de zouaves
  - 8e régiment de tirailleurs tunisiens
  - 13e régiment de tirailleurs algériens
  - Régiment de spahis marocains

- Fourragère aux couleurs du ruban de la croix de guerre 1914-1918 (2-3 citations à l'ordre de l'Armée)
  - Plus de dix régiments

#### Seconde Guerre mondiale
- Fourragère de l'ordre de la Libération
  - 1er régiment de marche de Spahis marocains
  - 13e demi-brigade de Légion étrangère
- Fourragère avec olive aux couleurs du ruban de la médaille militaire et de la croix de guerre 1939-1945 (4-5 citations à l'ordre de l'Armée)
  - 3e régiment de tirailleurs algériens
  - 4e régiment de tirailleurs tunisiens
  - 2e groupe de tabors marocains
  - 13e demi-brigade de Légion étrangère
- Fourragère aux couleurs du ruban de la croix de guerre 1939-1945 (2-3 citations à l'ordre de l'Armée)
  - 7e régiment de tirailleurs algériens
  - 1er groupe de tabors marocains
  - 3e groupe de tabors marocains
  - 4e groupe de tabors marocains
  - 1er régiment de tirailleurs marocains
  - 2e régiment de tirailleurs marocains
  - 4e régiment de tirailleurs marocains
  - 5e régiment de tirailleurs marocains
  - 6e régiment de tirailleurs marocains
  - 7e régiment de tirailleurs marocains
  - 8e régiment de tirailleurs marocains
  - 4e régiment de zouaves (4e RZ)
  - 3e bataillon de zouaves portés (3e BZP)

### Citations collectives
Le 5 juillet 1919, un décret du président de la République Raymond Poincaré, attribue la Légion d'honneur ou la médaille militaire (pour ceux étant déjà décorés de la Légion d'honneur) aux drapeaux de 14 régiments qui se sont illustrés au cours de la Première Guerre mondiale, sur plusieurs centaines ayant servi. On dénombre parmi eux quatre régiments de zouaves (3e, 4e, 8e et 9e), trois de tirailleurs (2e, 4e et 7e) et un mixte zouaves-tirailleurs (4e) sur un total de vingt-cinq régiments de zouaves ou tirailleurs en activité au 11 novembre 1918.

## Hommages
« Les pertes françaises du 8 novembre 1942 à la fin des hostilités, en mai 1945, s'élèvent à 110 000 hommes dont 30 000 tués ou disparus. Et tout le poids, ou du moins le plus lourd, de ces lourdes pertes, retombe sur cette population nord-africaine, française et musulmane côte à côte, à qui est due, nul ne doit l'oublier, pour la plus large part, la libération du sol national. »

— Revue politique et parlementaire (1947)
Dijon a nommé, en 2015, une rue du 5e Régiment de Tirailleurs Marocains, en hommage à ce régiment qui était le dernier régiment marocain à être présent sur le territoire français, après la reconnaissance de l'indépendance du Maroc en 1956. le 5 ème R.T.M. fut dissous par décision du Ministre des Armées en 1965.

## Formations héritières des traditions de l’armée d’Afrique
- Unités de la Légion étrangère
- 1er régiment de tirailleurs, Épinal
- 1er régiment de chasseurs parachutistes, Pamiers
- 1er régiment de spahis, Valence
- 1er régiment de chasseurs d’Afrique, Canjuers
- 40e régiment d’artillerie, Suippes
- 54e régiment d’artillerie, Hyères
- 68e régiment d’artillerie d’Afrique, La Valbonne
- 31e régiment du génie, Castelsarrasin
- 19e régiment du génie, Besançon
- 41e régiment de transmissions, Douai
- 53e régiment de transmissions, Lunéville
- 511e régiment du train, Auxonne
- 515e régiment du train, La Braconne
- 516e régiment du train, Toul

## Sources et bibliographie

### Ouvrages
- Anthony Clayton, Histoire de l'Armée française en Afrique 1830-1962, Albin Michel, 1994
- Robert Huré, L'Armée d'Afrique : 1830-1962, Charles-Lavauzelle, 1977
- Jean louis Larcade, Zouaves & Tirailleurs Les régiments de marche et les régiments mixtes (1914-1918), 2 tomes, Editions des Argonautes, 2000
- Dominique Lormier, C'est nous les Africains, Calmann-Levy, 2006
- Pierre Montagnon, L’armée d’Afrique : De 1830 à l’indépendance de l’Algérie, Paris, Flammarion, coll. « Pygmalion », 2012, 466 p. (ISBN 978-2-7564-0574-2, BNF 42667568)Dans cette vaste fresque historique, s'égrène l'épopée de cette armée.

### Revues
- Les Africains, Historama, hors-série no 10, 1970

#### Généralités
- Afrique française du Nord (1830-1962)
- Spahis, Zouaves
- Bataillons d'infanterie légère d'Afrique (1832-1972, BILA, Bat' d'Af)
- Tirailleurs algériens, tirailleurs marocains, tirailleurs sénégalais
- Compagnies méharistes sahariennes
- Corps expéditionnaire français en Italie
- Armée de Vichy
- Le Chant des Africains
- Empire colonial français (1830)
- Division marocaine
- Liste des unités de l'armée française les plus décorées par type d'arme
- Crimes de 1944 en Ciociaria (Maroquinades), Goumiers marocains

#### Militaires
- Louis Franchet d'Espèrey
- Alphonse Juin
- Augustin Guillaume
- Joseph de Goislard de Monsabert

#### Histoire des régiments de tirailleurs et de zouaves
- Eric de Fleurian, Les tirailleurs d'hier et d'aujourd'hui et leurs frères d'armes, site les-tirailleurs.fr. Site consacré à l’histoire militaire générale des régiments de tirailleurs algériens, tunisiens et marocains de 1842 à 1962. L'auteur, général de brigade, ancien chef de corps du 1er régiment de tirailleurs (1995-1997), est un expert de l'histoire des tirailleurs d'Afrique du Nord[39].

#### Autres
- Les troupes coloniales dans la Grande Guerre - L’Armée d’Afrique, par Léon Rodier
- L'Armée d'Afrique 1830-1960, Les Africains, Historama hors-série, no 10, 1970
- Aperçu d'histoire de l'Armée d'Afrique, par le Général Bertrand Dupont de Dinechin
- Les Fourragères rouges (à la couleur de la Légion d'honneur) décernées en 1914-1918, supplément du journal L'Illustration, 1919